# 호른 협주곡 2번 (슈트라우스)
호른 협주곡 2번 내림마장조 AV.132는 리하르트 슈트라우스가 작곡한 협주곡으로 전작에서 약 60년 지난 1943년에 작곡된 작품이다. 뮐러 폰 아조프의 정리번호 AV로 붙여 번호는 AV.132다. 슈트라우스는 만년에 관악기를 독주 악기로 한 모차르트풍의 회귀적인 협주곡을 3곡썼다.

## 개요
슈트라우스는 내림마장조의 호른 협주곡을 2곡 남기고 있는데, 이 2곡은 ‘제1번’이 1883년(작곡가 나이 18세), ‘제2번’이 1942년(78세) 완성되어 실로 60년이라는 사이를 두고 만들어진 곡이다. 이 60년 동안에 그는 여러 가지 걸작을 만들어, 음악사장에 확고한 지위를 쌓았지만, 소년기의 슈트라우스와 만년의 슈트라우스 사이의 커다란 거리는 이 2가지 협주곡을 비교할 때, 흥미 깊은 형태로 나타난다. ‘제1번’은 숙련과 완성 정도에서 물론 거장 시대의 ‘제2번’에 견줄 수 없지만, 넘치는 기개와 악상의 청신함에서 독자의 매력을 잦고 있다. 특히 호른이라는 악기의 기교를 충분히 발휘시키려는 의욕에서 이 소년기의 작품은 ‘제2번’에서 비로소 편안히 얻어지는 숙련됨을 무턱대고 획득하려고 하고 있다. 그는 부친 프란츠 슈트라우스가 뮌헨 국립오페라극장의 수석 호른 연주자이고, 호른의 요아힘으로 불릴 정도의 솜씨를 갖고 있던 관계로 일찍부터 이 악기에 대해서 상당한 조예를 갖고 있었다. 그러나 그의 부친은 젋은 아들의 작품이 여기저기 너무 대담한 것을 미심찍게 여긴 듯하다. 그러나 젋은 리하르트는 부친의 비판에 답하여 ‘아버지는 항상 집에서 이런 패시지 정도는 연습했잖아. 그것을 사람들 앞에서 연주하는 차이일 뿐이야’라고 반박했다고 한다(호른 협주곡 1번은 부친에게 헌정되었다.). 이렇게 일찍부터 항상 의식하고 있던 악기의 기교 문제는 슈트라우스가 마지막에 다시 순수음악, 특히 많은 협주곡을 쓰기에 이르러, 완전히 해결된 것 같은 자유로움으로 나타난다. 젋은 슈트라우스가 패기 있게 자부심을 갖고 추구한 기교는 여기에서는 자연스럽게 솟아나오듯이 생산된다. 생애에 이루어야 할 사업의 대부분을 성공리에 끝내고 비로소 가질 수 있는 주저 없는 명량함이 모차르트를 연상시키는 선율과 독특하고 세심하며 균형 잡힌 기법 위에 감돌고 있다. 이 곡은 오보에 협주곡과 클라리넷, 바순, 오케스트라를 위한 이중협주곡과 함께 슈트라우스 생애의 가장 찬란했던 시기를 장식하며 잔잔한 분위기는 제2의 봄을 노래하는 듯하다. 이 곡은 자극적인 화성과 악구의 갑작스런 방향 전환 등이 등장한다는 면에서 매우 독특하다. 도입부의 팡파르 이후 독주자는 서정성과 장난스러움을 오가며 자장가 같은 2악장으로 편안히 들어선다. 마지막 악장은 모차르트적 음악 형태에 슈트라우스가 바치는 경의의 표시로, 호른의 리드로 오케스트라는 명랑한 무곡을 연주하다가 호른 합주로 곡의 마지막을 알린다. 이 곡의 특징은 1번보다 연주시간이 더 길어지고 단절없이 연주되는 1번과 다르게 1악장과 2악장은 연결되어있지만 2악장과 3악장 사이는 단절되어있다는 점이다. 무엇보다 팀파니가 전체적으로 등장하는 1번과 달리 2번은 3악장 말미에서 등장한다.

## 작곡, 초연
이 〈호른 협주곡 2번〉은 슈트라우스 최후기의 협주적 작품 중에서는 비교적 빨리 작곡 되었다. 이 곡이 만들어진 뮤렵에 제2차 세계대전의 승패는 이미 분명했고, 슈트라우스의 내심의 상처와 자신의 종말에 대한 예감은 점점 더 늘어가고 있었다. 이 피로움을 빠겨나간 일종의 체관이랄까, 혹은 괴로움으로부터의 도피를 의미하는지 슈트라우스는 몇개의 소탈하고 즐거운 작품을 만든다. ‘나는 일을 하는 것이 아니다. 즐기는 것이다.’ 이 협주곡은 그러한 작품 중 가장 대표적인 것이라고 할 수 있다. 문명 세계가 파괴되는 것을 목격한 슈트라우스는 공포에 질렸고, 나치 통치의 독일에 의해 고립되자 그는 과거로 눈을 돌렸다. 호른 협주곡 2번은 슈트라우스가 19세에 작곡한 첫 호른 협주곡에 영감을 준 뮌헨 궁정 오케스트라의 수석 호른 주자였던 아버지 프란츠 슈트라우스에 대한 애도와 모차르트의 음악에서 찾은 위안에 대한 증표이다. 이 곡에는 모차르트의 〈호른 협주곡〉과 몇가지 유심점이 인정된다. 첫째는 사교음악적 셩격이고, 둘째는 슈트라우스 자신이 분명히 모차르트를 범례로 염두에 두고 있었다고 헤아릴 수 있을 것 같은 고전주의적인 선율법이다. 특히 마지막 곡의 론도는 틀림없이 모차르트를 모법으로 한 생기 넘치는 ‘사냥 론도’라고 할 수 있을 것이다. 슈트라우스는 1943년 잘츠부르크 음악제에 참가했는데, 이 작품은 확실히 이 음악제를 염두에 두고 쓰여진 것으로 1942년에 완성했다. 곡은 1943년 8월 11일 잘츠부르크 모차르테움(Mozarteum)에서 카를 뵘이 지휘하는 빈 필하모닉 오케스트라에 의해 초연되었다. 독주 연주자는 고드프리트 폰 프라이베르크(Gotttied von Frederg)였다.

## 악기편성
독주 호른, 플루트2, 오보에2, 클라리넷2, 바순2, 호른2, 트럼펫2, 팀파니, 현5부

## 연주시간
- 약 20분 (1악장이 9분정도 길고 2,3악장은 5분 남짓)

## 구성

### 제1악장
알레그로 내림마장조 4/4박자. 독주 호른을 용감하게 혹은 서정적으로 연주한다. 아주자유로운 형식의 악장. 서두, 독주 호른이 팡파르를 연상시키는 용감한 울림으로 주제를 연주한다. 도약해서 상승하는 전반부와 셋잇단음표로 하강하는 후반부가 대조를 이루고 있다. 이 셋잇단음표의 동기는 중요한 의미를 갖고 있다. 이 주제는 변화하면서 6번 나타나지만, 이 외에 이 악장에서 나타나는 주제는 8개이고, 그 중 4개가 1번 나타나고 모습을 감추는 에피소드이다. 이것에서도 형식의 자유로움을 살필 수 있다. 악장의 동일은 몹시 다채로운 주제가 공통의 동기로 결합됨으로써 확보되거 있다. 독주 호른은 살술한 주제에 이에서 온화한 선율을 연주하고, 그 동안 현의 반주로 주제의 후반 동기가 서서히 생겨난다. 곧 현으로 새로운 부주제가 나타나지만, 이 주제의 최초의 마디에는 나중에 중요한 역할을 하는 동기가 포함되어 있다. 곧 최초의 투티로 되면, 저움현에서 힘차게 주제가 나타난다. 바이올린은 주제의 후반부를 이것에 동시에 되불이하고, 따리서 고음현과 저음현이 주제를 캐논풍으로 주고받게 된다. 계속하여 플루트와 클라리넷으로 악보2에선 취한 우아한 음형이 서로 속삭인다. 이 동기는 독주 호른이 연주하는 의미 있는 듯한 에피소드로 일단 중단되지만, 곧 호른, 클라리넷, 현 사이로 유쾌하게 주고받으며 부활한다. 이 부분의 섬세한 대위법적 부분 중에서 바이올린과 오보에가 새로운 주제를 생기게 한다. 이것은 언뜻 보기에 아무렇지도 않지만, 특히 서두의 음형이 나중에 중요하게 된다. 반주부의 호른으로 주제의 사인이 나타나면, 독주 호른은 이 주제에 장식적인 악구를 더한다. 주제는 저음현이 맡아 반복하소, 독주부, 관, 고음현이 악보4를 동기에서 생겨난 빠를 패시지로 이것을 장식한다.
잠시 독주는 쉬고, 주제의 고양이 이루어진 후, 독주가 간신히 감상적인 선율을 연주하지만, 그것도 잠시, 다시 투티로 주제가 명확게 연주된다. 곧바로 온화한 경과부가 되지만, 이때 악보2, 3의 16분음표의 움직임이 주제와 자연스럽게 편성되어 있고, 공들인 경과부라는 느낌이 든다. 그러나 잠시 있으며, 그것도 간단한 기법으로 희석된다. 호른은 끊임없이 단정한 음색으로 연주하고, 자연스럽게 악보4의 부주제 부분으로 들어간다. 현이 이것을 맡은 후에 약간 속도를 더해 주제의 재현이 된다. 이번에는 관과 바이올린이 주제를 맡고, 그 때문에 곧바로 조용한 움직임을 되찾게 된다. 원래 템포로 돌아오고 나서는 독주 호른의 흔들리는 듯한 칸타빌레, 현의 온화한 선율이 이것을 유지한다. 호른이 연주를 마치면 트란퀼로의 약주 가운데 현이 주제를 회상한다. 여러 가지 동기가 각 부분에 가만히 중얼거리지만, 특별히 귀를 끌지 않고, 그대로 다음 악장으로 들어간다.

### 제2악장
안단테 콘 모토 내림가장조 6/8박자. 약음기를 부착한 섬세한 현의 반주가 조용하게 이 안단테를 시작한다. 오보에와 바순의 유니즌(각각 독주)으로 잠입하는 주제는 브루크너적이라고 말하고 싶은 동경을 내포한 아름다운 선율이다. 그 정조(情調)는 관현악 전체에 퍼져서 넓게 흐르고, 그 가운데 독주 호른이 조심스럽게 가해진다. 중간부만은 약음기를 떼고, 약간 속도를 빨리 하여 연주된다. 이 부분은 라장조로 밝아지고, 현악기의 아주 섬세한 음형이 약한 미광 아래에서 움직인다. 독주 호른이 이것에 다시 스포르찬도 사인을 향하고 한순간 게기에 빛을 보게한다. 다시 이전의 템포로 되돌아온다. 제3부는 체초의 주제를 호른으로 연주하지만, 현의 반주는 제1부의 그것과 달리 제2부에서의 섬세한 반주로 바뀌고 있다. 곧 최초의 소박함을 되찾으며 조용히 끝난다. 

### 제3악장
알레그로 몰토 내림마장조 6/8박자. ‘론도’라고 제목을 붙이고 있다. 사냥의 호른 시그널을 연상시키는 듯한 주제를 갖는다. 모차르트의 〈호른 협주곡〉 4곡의 피날레가 연상되는 둣하다. 이 희희낙락한 주제는 오보에와 현과 경쾌하게 서로 얽힌 후, 현의 쾌속한 움직임에 동반된 최초의 에피소드를 거쳐 최강부 투티에서의 리토르넬로로 들어간다. 다이내믹한 조바굼 악구가 주제를 마장조로 내놓은 후, 독주와 반주의 호른이 중요한 부주제를 연주한다. 이 주제는 곧바로 투티로 나타나고, 여러 가지로 분해, 결합되어 기세 좋게 진행한다. 이것에 론도의 정주제(正主題) 서두의 동기가 편성되고, 발랄한 속도감이 잇는 정점이 형성된다. 독주 호른과 바순을 주로 한 접속구가 들린 후, 소박한 형태로 론도의 주제가 거의 서두같이 회귀한다. 이 주제는 점점 힘을 더하고, 드디어 급박하게 호른이 경쾌한 박자에 살린 주제를 연주한다. 투티로 들어가서 주제의 확보가 행해지고, 경쾌한 리듬이 내내 음악을 진행시켜간다. 호른 하나가 부주제를 연주하면, 이것을 기회로 전체 관현악이 최강주로 돌입한다. 정부(正副) 2개의 주제가 가장 두드러지는 동기를 편성하고, 독주 호른은 2주제를 연결하여 용감하게 계속 연주한다. 전곡을 통하여 팀파니가 가해지는 것은 이 부분뿐이다. 현제하게 본강된 리듬이 동기를 한층 더 강조하고, 최강주 가운데 전악장이 끝난다.

## 참고 문헌
- 《작곡가별 명곡해설 라이브러리》 22권 '슈트라우스' 〈음악지우사〉 (音樂世界)